# Новохрещатик
Новохрещатик — хутор в Неклиновском районе Ростовской области.
Входит в состав Фёдоровского сельского поселения.

## География
Находится в западной части Неклиновского района.
Хутор не имеет улиц с названиями.

## Население
| 2010 |
| ---- |
| 0    |